# Szutowo
Szutowo (maced. Шутово, alb. Shutova) – wieś w Macedonii Północnej, administracyjnie należy do gminy Osłomej.
Skład etniczny (2002):
- Albańczycy – 737
- Macedończycy – 12
- pozostali – 11